# Дедюлин, Александр Яковлевич
Александр Яковлевич Дедюлин (1820 или 1821 — 1891) — русский военный деятель. Генерал-лейтенант (1878).   

## Биография
Родился в семье генерал-майора Я. И. Дедюлина 7 января 1820 или 1821 года. В службу вступил в 1836 году. В 1838 году после окончания Школы гвардейских подпрапорщиков и кавалерийских юнкеров, произведён в корнеты. В 1841 году произведён в поручики, в 1847 году — в штабс-ротмистры, в 1851 году — в ротмистры. Участник Крымской войны. В 1857 году произведён в полковники.
В 1862 году назначен командиром 12-го Стародубовского драгунского полка. В 1868 году произведён в генерал-майоры с назначением помощником начальника 5-й кавалерийской дивизии. С 1869 года был командиром 3-й резервной кавалерийской бригады. 
В 1875 году назначен начальником 10-й кавалерийской дивизии. Участник русско-турецкой войны. В 1878 году произведён в генерал-лейтенанты (16 апреля) и награждён Золотым оружием «За храбрость».
В 1883 году назначен генералом для особых поручений при генерал-инспекторе кавалерии великом князе Николае Николаевиче.
Умер 25 августа (6 сентября) 1891 года в Санкт-Петербурге.
Был похоронен в селе Ратмирово Романово-Борисоглебского уезда Ярославской губернии, в родовом склепе-часовне при Спасской церкви, возведённом в 1766 году ярославским почтмейстером, премьер-майором Иваном Васильевичем Дедюлиным (1722 — после 1788).
Им было написано неоднократно переиздававшееся учебное пособие: «Сведения о копыте и ковке : Для учеников учеб. кузницы 10 Кавалер. дивизии» (СПб.: тип. Тренке и Фюсно, 1894)

## Награды
Был награждён всеми высшими орденами Российской империи до ордена Св. Александра Невского:
- Орден Святой Анны 3-й степени  (1846)
- Орден Святой Анны 2-й степени  (1849; императорская корона к ордену — 1860)
- Орден Святого Станислава 2-й степени  (1856; императорская корона к ордену — 1858)
- Орден Святого Владимира 4-й степени (1864)
- Орден Святого Владимира 3-й степени (1866)
- Орден Святого Станислава 1-й степени (1871)
- Орден Святой Анны 1-й степени с императорской короной  (1873)
- Орден Святого Владимира 2-й степени (1878)
- Золотое оружие «За храбрость» (1878)
- Орден Белого орла  (1881)
- Орден Святого Александра Невского (1886; бриллиантовые знаки к ордену — 1890)

## Семья
Жена: Наталья Николаевна, урожд. Хомутова (20.12.1817—25.12.1897). Их дети:
- Николай (31.12.1848—31.05.1912) — судебный деятель, сенатор, первоприсутствующий в департаменте герольдии
- Наталья (22.08.1853—03.09.1908)
- Владимир (12.07.1858—25.10.1913) — генерал от кавалерии, генерал-адъютант